# Noita (игра)
Noita (с фин. — «ведьма») — компьютерная игра в жанрах Action и roguelike, разработанная финской инди-студией Nolla Games. Игрок управляет ведьмой, которая создаёт и использует заклинания, чтобы побеждать врагов, названных в честь существ финской мифологии. Игра разворачивается в процедурно генерируемом двумерном мире, в котором просчитывается физическая симуляция для каждого пикселя. Игра была выпущена в раннем доступе на Windows 24 сентября 2019 года, а 15 октября 2020 года вышла версия 1.0.

## Игровой процесс
Игровой персонаж Noita — ведьма, создающая и использующая заклинания в процедурно генерируемом двумерном мире, в котором просчитывается физическая симуляция для каждого пикселя по отдельности. В Noita используется перманентная смерть. Враги, с которыми сражается игрок, включают существ из финской мифологии, таких как хийси и Ику-Турсо.

## Разработка
Noita разрабатывалась компанией Nolla Games, независимой игровой студией, расположенной в Хельсинки, Финляндия. Студия была основана Петри Пурхо (разработчик Crayon Physics Deluxe), Олли Харйолой (The Swapper) и Арви Тейкари (Baba Is You). При создании Noita разработчики черпали вдохновение из артиллерийской игры 1998 года Liero, песочниц с моделируемой физикой пикселей и современных roguelike-игр. 24 сентября 2019 года Noita была выпущена в раннем доступе на Windows. Цифровые версии игр распространяются через GOG.com, Humble Bundle, itch.io и Steam. По ожиданиям разработчиков, игра должна была пробыть в раннем доступе год перед выпуском. 22 сентября 2020 года Nolla Games объявили, что Noita покинет ранний доступ 15 октября 2020 года, с выпуском версии 1.0.

## Отзывы критиков
| Сводный рейтинг    | Сводный рейтинг |
| Агрегатор          | Оценка          |
| ------------------ | --------------- |
| Metacritic         | 76/100          |
| Иноязычные издания |                 |
| Издание            | Оценка          |
| Edge               | 8/10            |
| GameSpot           | 7/10            |
| PC Gamer (US)      | 81/100          |

Noita получила положительные отзывы от игровых ресурсов. Оценка игры на сайте Metacritic составила 76 баллов из 100.

### Награды
Noita была финалистом в трёх категориях на Independent Games Festival 2019: Гран-при Шеймуса Макнелли, Совершенство в дизайне и Nuovo Award. Финский компьютерный журнал Muropaketti оценил версию Noita из раннего доступа в 4 балла из 5, назвал игру «бешеной и затягивающей» и заявил, что она «вызывает большие ожидания от законченной версии». Игра также попала в номинацию «Лучшая технология» на 20-й Game Developers Choice Awards.